# Friderik VII. Danski
Friderik VII. Karel Kristijan, danski kralj, vojvoda Schleswiga, Holsteina in Lauenberga, * 6. oktober 1808, Kopenhagen, † 15. november 1863, grad Glücksburg pri Flensburgu.
Friderik VII. je iz problematičnega princa zrasel v priljubljenega kralja. Dancem je ostal v spominu kot monarh, ki je takoj sprejel demokratične spremembe in že leta 1849 podpisal ustavo, ki so jo sestavili danski liberalci. Danska je odtlej ustavna monarhija. Z novo ureditvijo pa se niso strinjali nemški liberalci v vojvodinah Schleswig in Holstein, ki sta tudi bili del širše države. Prišlo je do triletne državljanske vojne, ki pa ni prinesla rešitve nacionalnega vprašanja. V vojvodinah so še naprej vladale stanovske skupščine. Tudi kasnejši poskusi danskega parlamenta, da bi poenotil upravljanje v širši državi, so bili neuspešni. Kriza je vodila v novo vojno. Friderik VII. ni imel otrok in je zadnji vladar iz starejše veje Oldenburžanov.

## Do prihoda na prestol
Friderik VII. Karel Kristijan je bil edini preživeli sin kronskega princa Kristijana Friderika in njegove soproge princese Šarlote Friderike, najmlajše hčerke vojvode Friderika Franca I. Mecklenburškega. Po Šarlotini aferi z učiteljem petja sta se starša ločila. Friderik nikdar več ni videl matere. Za njegovo vzgojo je nekoliko poskrbel stric. Osemnajstleten je šel na izobraževalno potovanje po Evropi; med drugim je obiskal tudi arheološka izkopavanja v Pompejih in Herkulaneju.
Njegov oddaljeni stric (s Friderikovim očetom sta bila bratranca), danski kralj Friderik VI., je dvajsetletnega Friderika poročil s svojo mlajšo hčerko Vilhemino. Zakon enako starih vrstnikov naj bi povezal vzporedni rodbinski veji, a je bil nesrečen in brez otrok. Po šestih letih sta se zakonca razšla in leta 1837 ločila. Friderik je svoje zanimanje posvetil arheološkim raziskavam gomilnega grobišča pri mestu Jægerspris na Zelandiji. Z najdbami je ustvaril osnovo svoje privatne zbirke.
Leta 1839 je postal njegov oče danski kralj Kristijan VIII., Friderik pa kronski princ; ker še ni imel otrok, je postalo pereče vprašanje njegovega nasledstva. Oče je Friderika postavil za guvernerja danskega otoka Fyn.
Na prigovarjanje očeta se je Friderik leta 1841 poročil s Karolino Marijano Mecklenburško-Streliško. Tudi ta zakon je bil nesrečen in brez otrok. Kmalu po poroki je Friderik spoznal plesalko Luizo Kristino Rasmussen. Karolina Marijana je zapustila Dansko (1844) in se kljub številnim Friderikovim obiskom v Sterlitzu ni hotela vrniti; leta 1846 sta se ločila. Friderik je svoji prijateljici podaril grad Jægerspris in se, že po očetovi smrti, z njo, kot grofico Danner, poročil (1850). Morganatska zakonska zveza je med plemstvom in buržoazijo dvignila mnogo zgražanja. A pokazalo se je, da je zakon kralja umiril; žena mu je omogočila tudi stik s širšim krogom navadnih ljudi, kar je pripomoglo k njegovi kasnejši popularnosti.

## Danski kralj
Friderik je nasledil očeta v začetku leta 1848, ko je bila politično razburkana vsa Evropa. Pariška marčna revolucija je vzpodbudila revolucije tudi na danskem ozemlju. Danski liberalci so zahtevali demokratično ustavo za vso monarhijo, nemški liberalci pa samostojnost vojvodin Schleswig in Holstein. Kralj je dokaj hitro prisluhnil danskim zahteva, se odpovedal absolutističnemu vladanju in 5. junija 1849 podpisal ustavo, ki so mu jo pripravili danski liberalci. S tem je kraljevina Danska postala ustavna monarhija s trdnimi demokratičnimi temelji.
V vojvodinah Schleswig in Holstein pa je marčna revolucija prerasla v državljansko vojno, ki so jo v Schleswig-Holsteinu imenovali »vstaja« na Danskem pa »upor«. Vojna (prva schleswiška vojna) je s prekinitvami trajala vse do maja 1850, ko je danska vojska pri Idstedtu premagala upornike. Vojna je bila pravno zaključena leta 1852 z mednarodno pogodbo (poleg Danske in Švedske so jo podpisale Velika Britanija, Francija, Rusija, Prusija in Avstrija), t. i. londonskim protokolom, ki je določal status »danske skupne države« (po dansko helstaten; Danska je bila sestavljena iz številnih dežel, vanjo so sodile med drugim Islandija, Grenlandija, vojvodine Schleswig, Holstein, Lauenburg, slednji sta bili celo vključeni v Nemško zvezo, kar je bilo še posebej problematično). Ker pa Friderik ni imel potomca, so v pogodbi določili tudi »presumptivnega prestolonaslednika« Danske, princa Kristijana iz vzporedne veje Schleswig-Holstein-Sonderburg-Glücksburg.
Kot se za ustavnega monarha spodobi, se Friderik VII. ni veliko mešal v politiko. Parlamentu in vladi, organizirani po sistemu ministrstev, je prepuščal, da sta reševala probleme, ki jih ni bilo malo. Londonski protokol je namreč vseboval določila, ki so si bila med seboj v nasprotju. Podpiral je obstoj danske skupne države, istočasno pa določal, da morata ostati vojvodini Schleswig in Holstein združeni, pri čemer Schleswig ne sme biti tesneje vezan na dansko državo kot Holstein. Obe vojvodini sta bili od nekdaj v personalni uniji z danskimi kralji, pri čemer je bil Schleswig danski kraljevi fevd, Holstein in Lauenburg pa sta bila vključena v Nemško zvezo. V nacionalno napetem ozračju, ko so danski liberalci želeli Schleswig vključiti v dansko državo in se odpovedati Holsteinu, nemški liberalci pa so zahtevali samostojnost enotnega Schleswig-Holsteina, je bil problem nerešljiv.
Poleg tega je bila Danska, kot rečeno, ustavna monarhija, v vojvodinah pa so še vedno vladale stanovske skupščine, v katerih so imeli največji vpliv Nemci. Danski parlament je poskušal doseči večjo enotnost oktobra 1855 z razglasitvijo ustave skupne danske države, a so jo odklonili tako holsteinski Nemci kot tudi Nemška zveza.
Aktivnost danskih liberalcev se je močno povečala septembra 1861, ko je postal danski notranji minister nacionalni liberalec Orla Lehman. Njegovo delovanje je med drugim pripeljalo leta 1863 do oblikovanja t. i. novembrske ustave. Ta naj bi veljala samo za Dansko in Schleswig in ni upoštevala, kar zadeva status Holsteina, londonskega protokola. Že 1. oktobra 1863 je Nemška zveza razglasila, da ustavi nasprotuje in v primeru njenega sprejetja napovedala vojaški poseg v Holstein in Lauenburg. Kljub temu je danski parlament, upajoč na britansko in švedsko podporo, ustavo 13. novembra sprejel.
15. novembra je Friderik VII. nepričakovano umrl na gradu Glücksburg ob Flensburškem fjordu, kjer je imel navado preživeti del jesenskih mesecev. Z njim je ugasnila starejša veja rodbine Oldenburžanov in na Danskem mu je sledil princ Kristijan iz glücksburške veje kot kralj Kristijan IX.
Friderik VII., sprva problematični princ z mnogimi značajskimi napakami, se je razvil v priljubljenega, človeško toplega vladarja, ki se je s svojo politično neaktivnostjo, ne-nasprotovanjem demokratičnim spremembam, pridobil slavo danskega ustavo-dajalca. Njegov spomenik še vedno stoji pred zgradbo danskega parlamenta, gradom Christiansborg v centru Kopenhagna.